# Saint-Andéol (Isère)
Saint-Andéol é uma comuna francesa na região administrativa de Auvérnia-Ródano-Alpes, no departamento de Isère.